# ヴィルヘルム・フォン・ヴァルダイエル＝ハルツ
ハインリヒ・ヴィルヘルム・ゴットフリート・ヴァルダイエル（独: Heinrich Wilhelm Gottfried Waldeyer）、1917年からフォン・ヴァルダイエル＝ハルツ（独: von Waldeyer-Hartz）1836年10月6日）は、ドイツの解剖学者であり、神経細胞理論を要約し、染色体に命名したことで知られている。また、人体における彼の名が付けられた解剖学的構造、ヴァルダイエル咽頭輪（鼻咽頭と中咽頭に存在するリンパ組織の環状配列）とヴァルダイエル腺（眼瞼に存在）でも知られている。

## 学歴
ヴィルヘルム・ヴァルダイエルは、パーダーボルンのテオドリアヌム・ギムナジウムを卒業後、ゲッティンゲン大学で数学と自然科学を専攻した。彼は、ヤーコプ・ヘンレの講義を聴講して感銘を受け、医学に転向した。1858年から1859年にかけて、ユリウス・ブッジェの助手としてグライフスヴァルトに赴任した。彼はベルリン大学で学業を修了し、解剖学者カール・ボギスラウス・ライヒェルトの指導の下、1861年に鎖骨に関する論文で博士号を取得し、その後、国家試験に合格した。
エドウィン・クレブスの紹介で、ケーニヒスベルク大学生理学研究所で助手の職に就いた。グライフスヴァルトで病理解剖学の幅広い知識を身につけていたヴァルダイエルは、病理標本の検査を任され、すぐにケーニヒスベルク病院での臨床解剖も担当するようになった。その傍ら、彼は、一般開業医に病理解剖学を教えた。
しかし、厳格なプロテスタント系の学部では、カトリック教徒であったヴァルダイエルは、教授資格を取得することは認められなかった。そこで1862年に、彼は、ブレスラウ大学のルドルフ・ハイデンハイン生理学研究所に移り、そこですぐに病理学部門の研究責任者に任命された。ケーニヒスベルクと同様、彼は臨床解剖を行い、教育にも携わった。1864年、ヴァルダイエルはブレスラウで解剖学および生理学の教授資格を取得した。そこで彼は、腫瘍の診断にも専心した。彼の最も有名な患者は、彼が喉頭癌を診断した皇帝フリードリヒ3世である。
この頃、ルードルフ・フィルヒョウがドイツの教育行政に与えた影響により、病理解剖学の最初の独立した講座が設立された。こうして1865年、ヴァルダイエルはブレスラウで病理解剖学の准教授に任命された。員外教授職だった彼には、教授職も自身の研究室もなく、5部屋の個人宅で解剖実習を行わなければならなかった。彼は動物学部の講堂で講義を行い、研究は生理学研究所で行った。当初の困難を乗り越え、ヴァルダイエルは最終的にブレスラウの主要4病院のすべての解剖を監督するようになった。1867年、准教授職から教授職に昇進し、1871年にはより適切な施設も確保された。
1872年、ヴァルダイエルは新設されたストラスブール大学に招かれ、解剖学の教授職に就いた。11年後、ヴァルダイエルはストラスブールを離れ、ベルリン解剖学研究所の所長に就任した。そこで彼は、主に解剖学教育に専念し、33年間にわたって系統解剖学と形態解剖学の学部長を務めた。1917年、80歳になった彼はこの職を辞し、世襲貴族の爵位を受け、母方の姓であるハルツを名乗った。1879年、レオポルディーナ会員に選出された。
1898年から1899年まで、彼はベルリンのフリードリヒ・ヴィルヘルム大学の学長を務めた。1893年から1894年、1897年から1899年、1901年から1902年、1905年から1910年まで、彼はベルリン人類学・民族学・先史学会の副会長を務め、1892年、1896年、 1900年、1903年から1904年まで会長を務め、1909年に名誉会員となった。1884年、プロイセン科学アカデミーの正会員に選出された。1896年から、彼はバイエルン科学アカデミーの通信会員であった。1900年、ドイツ自然科学者・医師協会の会長を務めた。1904年、彼は科学アカデミーの通信会員に選出されたが、1915年に同アカデミーによって会員資格を剥奪された。1904年、彼はアメリカ哲学協会の会員に選出された。1905年、エディンバラ王立協会の名誉会員（Honorary Fellow）に選出され、1909年には米国科学アカデミーの会員に選出された。1916年、彼は、レオポルディーナからコテニウス・メダルを授与された。

## 神経細胞理論への貢献
ヴァルダイエルの名前は、神経科学の分野における神経細胞理論との関連と、神経系の基本的な構造単位を表す「neuron（ニューロン、神経細胞）」という用語を考案したことでも知られている。ヴァルダイエルは、神経解剖学者（後のノーベル賞受賞者）であるカミッロ・ゴルジ（1843-1926年）とサンティアゴ・ラモン・イ・カハール（1852-1934年）の発見を統合して、広く引用される理論の総説をまとめた。ヴァルダイエルは、硝酸銀法（ゴルジ法として知られる神経組織の染色法）を用いたカハールの詳細な研究を理解するためにスペイン語を学び、ドイツが支配的な顕微鏡解剖学の分野において、カハールの友人、指導者、そして支援者となった。この理論は、ドイツの主要な医学雑誌『Deutsche Medizinische Wochenschrift』に一連の論文として発表され、極めて大きな影響力を持つようになった。しかし、カハールが指摘するように、『ヴァルダイエルは、その権威をもって理論を支持したものの、個人的な見解ではまったく貢献しなかった。彼は、ヒス（His）、ケリカー（Kölliker）、レチウス（Retzius）、van Gehuchten、そして私によって提示された客観的な証拠を簡潔かつ鮮やかに説明したに留まり、幸運な「neuron」という用語を考案しただけだった』。

## 細胞学および発生学への貢献
ヴァルダイエルは、キール在住の同僚ヴァルター・フレミング（1843-1905）によって細胞核内の物質クロマチンの主要成分であることが発見された好塩基性染色フィラメントについても研究した。遺伝学や細胞生物学におけるその重要性はまだ解明されていなかったものの、これらのフィラメントは、フレミングによって発見され、有糸分裂と呼ばれた細胞分裂の現象だけでなく、減数分裂にも関与していることが知られていた。1888年、彼はそれらを説明するために「染色体」（英: chromosome、独: chromosom）と表現することを提案した。
ヴァルダイエルは、数多くの解剖学および発生学の研究の中でも、歯と毛髪の発達に関する先駆的な研究で知られ、彼が考案した用語の多くは今日も使用されている。彼はまた、鼻咽頭リンパ組織に関する最初の発生学的、解剖学的、機能の研究を発表し、その研究は彼の名前で呼ばれるようになった。

## 主要著作
- S. Stricker 編『Handbuch der Lehre von den Geweben des Menschen und der Thiere herausgegeben von S. Stricker』Verlag von Wilhelm Engelmann、1872年、915-963頁。- 「聴神経と蝸牛」章の著者。
- Waldeyer, W (1888). “Ueber Karyokinese und ihre Beziehungen zu den Befruchtungsvorgängen”. Archiv für mikroskopische Anatomie 32:  1–122. doi:10.1007/BF02956988. - 細胞分裂と染色体に関する論文。
- Waldeyer-Hartz, Wilhelm von『Das Becken, topographisch-anatomisch mit besonderer Berücksichtigung der Chirurgie und Gynäkologie』Friedrich Cohen, Bonn、1899年。 - 骨盤: 特に外科と婦人科に言及した局所解剖学
- Johann Georg Joessel, Wilhelm Waldeyer『Lehrbuch der topographisch-chirurgischen Anatomie : mit Einschluss der Operationsübungen an der Leiche für Studirende und Ärzte. Zweiter Teil. Die Brust – Der Bauch – Das Becken』Friedrich Cohen, Bonn、1899年。 - 学生と医師のための外科解剖学教科書 (遺体を用いた外科実習を含む)
- “Ueber einige neuere Forschungen im Gebiete der Anatomie des Centralnervensystems”. Deutsche Medizinische Wochenschrift (Berlin: Berliner medicinischen Gesellschaft) 17 (44):  1213–1218, 1244–1246, 1287–1289, 1331–1332, 1350–1356. (1891). doi:10.1055/s-0029-1206824. - 中枢神経系の解剖学の分野に関する最近の研究について。彼の最も有名な論述と神経細胞理論の要約。
- Waldeyer-Hartz, Wilhelm von (1899). Zur Geschichte des anatomischen Unterrichts in Berlin : Rede zur Gedächtnisfeier des Stifters des Berliner Universität König Friedrich Wilhelm III in der Aula derselben am 3. August 1899. Berlin : Hirschwald - ベルリンにおける解剖学教育の歴史について: 1899年8月3日、ベルリン大学創設者フリードリヒ・ヴィルヘルム3世の追悼式典において、同大学講堂演でヴィルヘルム・ヴァルダイエルが行った演説
- Die Geschlechtszellen. In: Oscar Hertwig 編『Handbuch der vergleichenden und experimentellen entwicklungslehre der wirbeltiere』Jena, Gustav Fischer、1906年、Erster Band, Erster Teil, Erste Hälfte, S. 86–476頁。 - 「性細胞」章の著者
- Von W. Waldeyer (1909). “Darwins Lehre, ihr heutiger Stand und ihre wissenschaftliche und kulturelle Bedeutung”. Deutsche Medizinische Wochenschrift 35 (8):  345-349. - ダーウィンの理論、その現状と科学的・文化的意義。
- Waldeyer-Hartz, Wilhelm von (1920). Lebenserinnerungen. Friedrich Cohen, Bonn - 回想録
- Waldeyer-Hartz, Wilhelm von (1921). Lebenserinnerungen (2 ed.). Friedrich Cohen, Bonn. ISBN 3-8460-9889-2  - 回想録 (第2版)